# Fläsket (Mälaren)
Fläsket är en holme i Mälaren i Ekerö kommun i Stockholms län. Den ligger i sundet mellan Fågelön och Bredäng.
Ön ligger mellan Fågelön och fastlandet vid Bredäng. En fyr med samma namn finns på ön.

## Bildgalleri

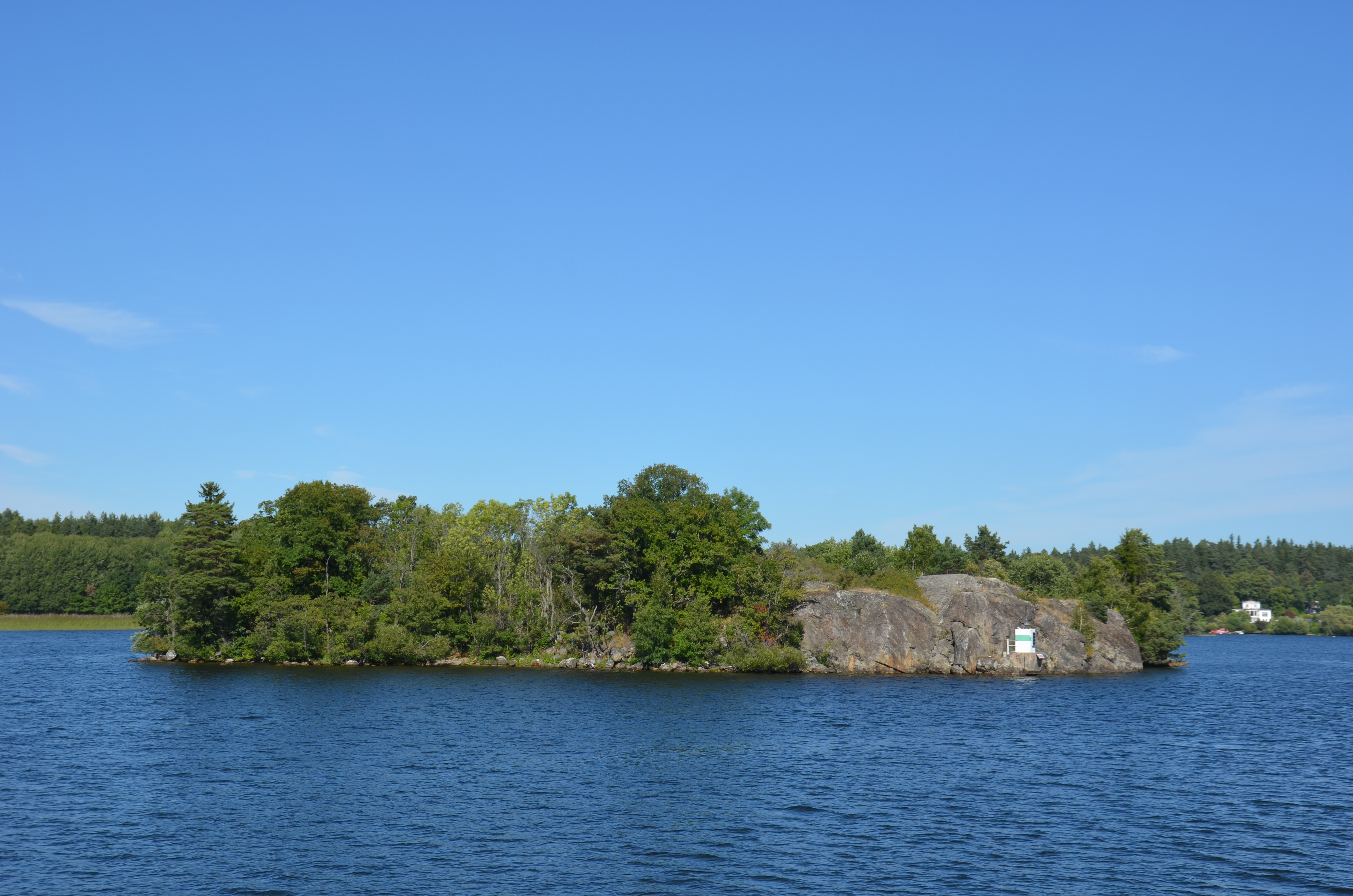
Fläsket sedd från söder
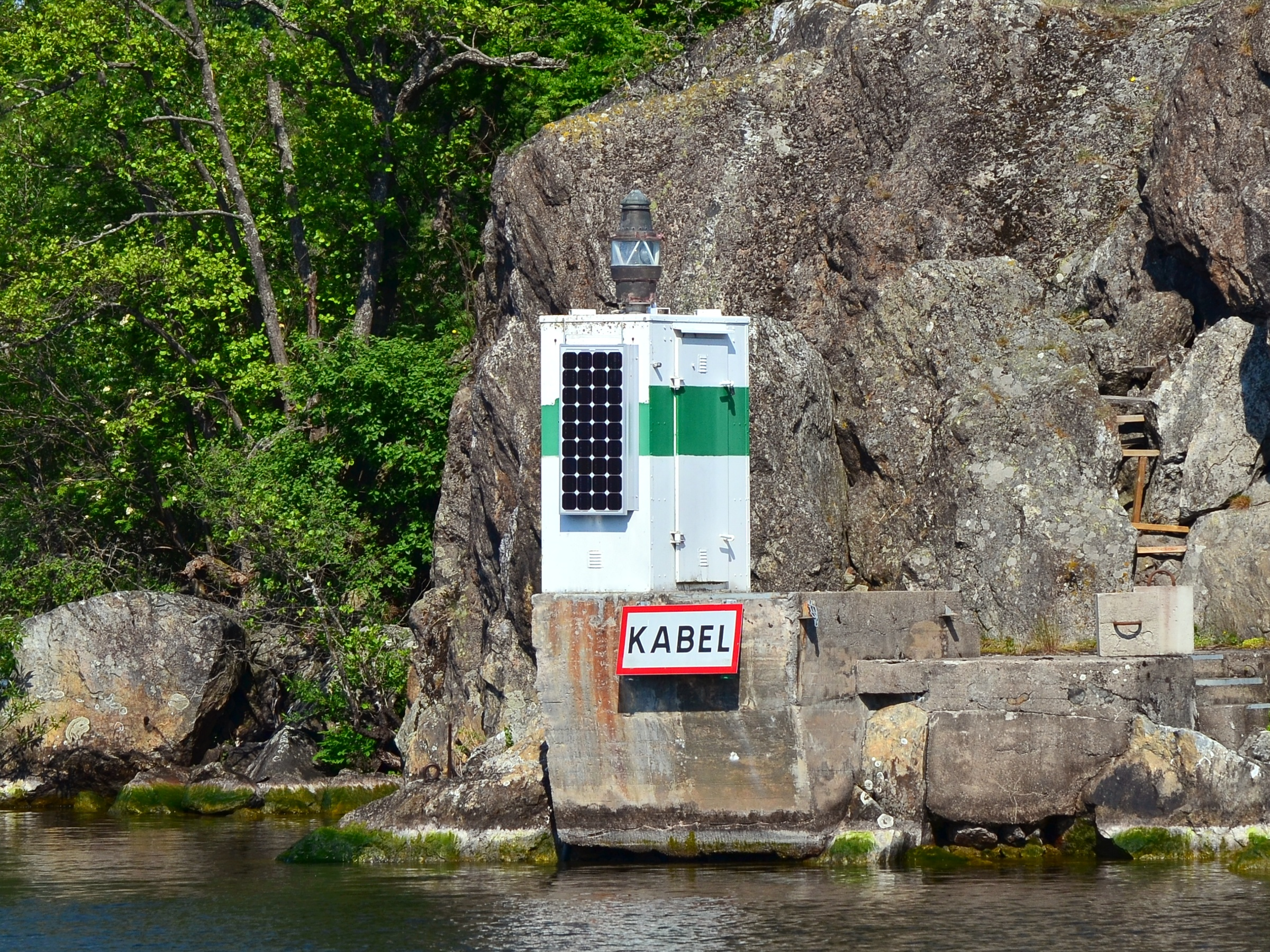
Fläskets fyr
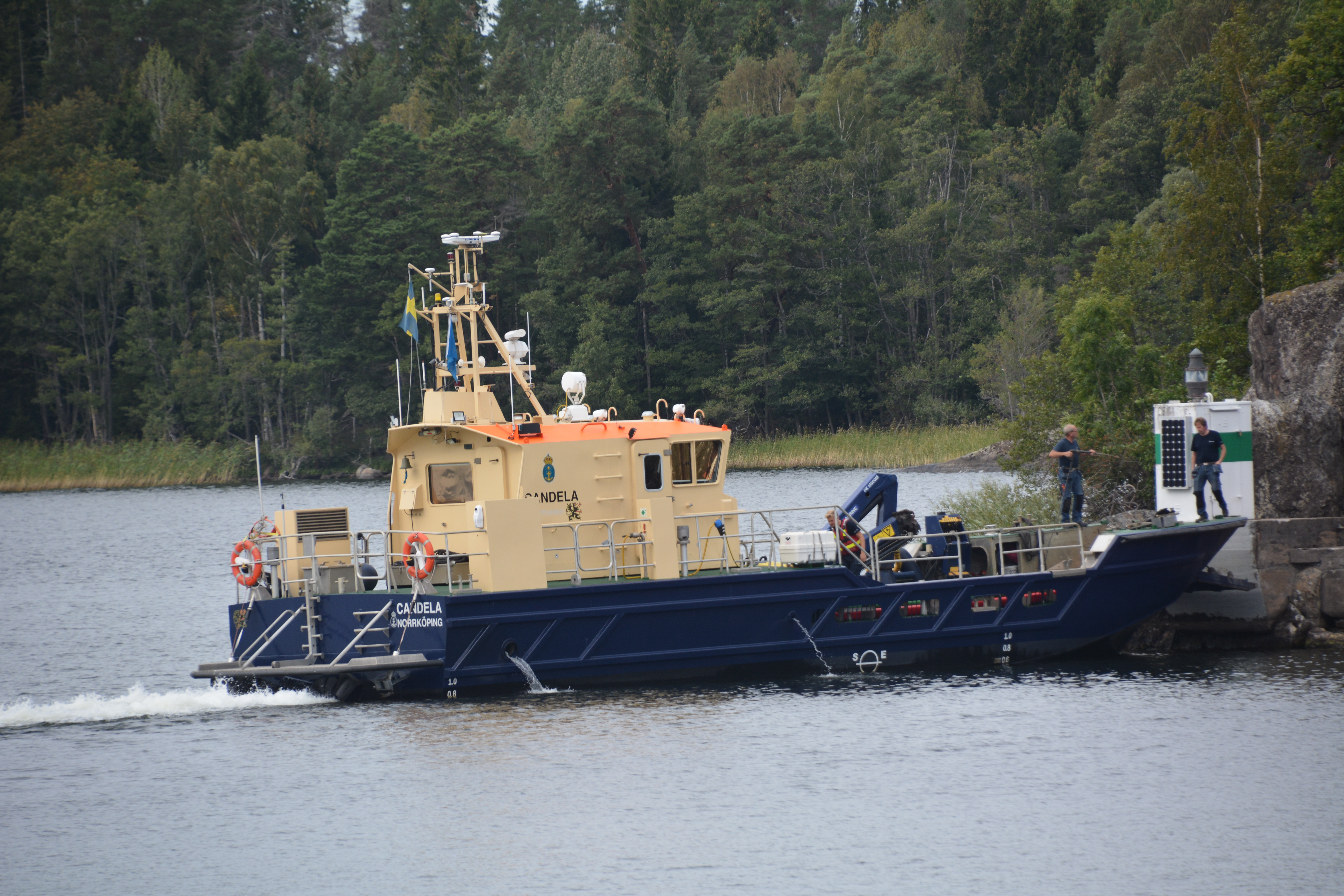
Personal på Sjöfartsverkets arbetsfartyg M/S Candela gör underhåll på fyren på Fläsket
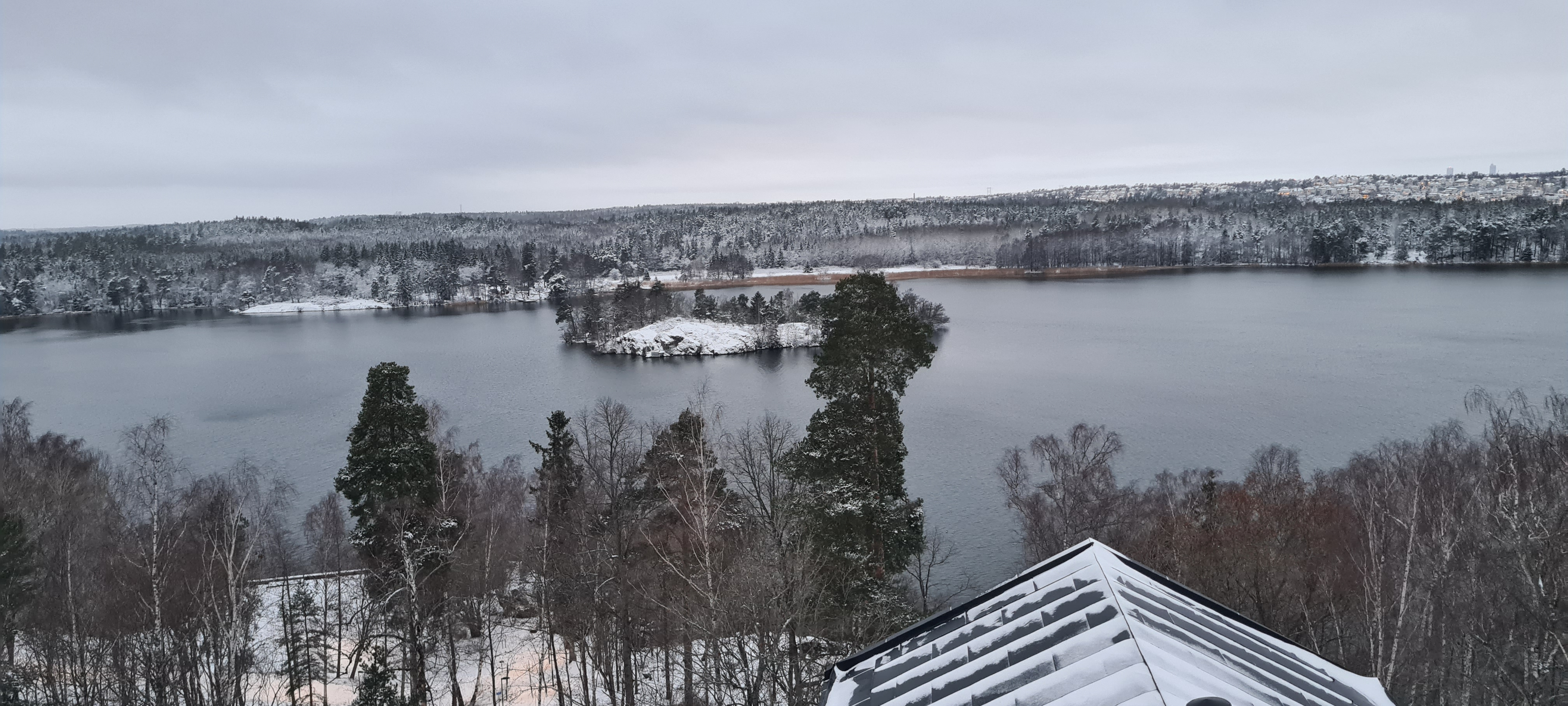
Fläsket sedd vintertid från Lyran i Bredäng